# Oragua jurua
Oragua jurua är en insektsart som beskrevs av Young 1977. Oragua jurua ingår i släktet Oragua och familjen dvärgstritar. Inga underarter finns listade i Catalogue of Life.